# Эванс, Пегги
Пегги Эванс (10 января 1921 — 26 июля 2015) — английская актриса. Обучалась в школе актёрского мастерства от «Rank Organisation».

## Детство
Пегги родилась в Шеффилде, в семье помимо неё было ещё трое детей. Выросла в Илинге, на западе Лондона. Подростком выиграла конкурс творческого письма, что дало ей возможность пройти прослушивание «Rank Organisation».

## Карьера
Сыграв в таких фильмах, как «The Lightning Conductor»(1938) и Добросердечная тётушка Чарли (1940), Эванс поступила в Королевскую академию драматического искусства. Её исполнение роли в фильме «Пенни и дело Поунолла» (1948) получило высокую оценку в Monthly Film Review: «У Пегги Эванс... вышла яркая героиня, которая привлекает не только своей внешностью, но и непринужденным обаянием».

## Личная жизнь
Первый раз Пегги Эванс вышла замуж в 1949 году за актёра Майкла Говарда. В браке родились двое детей. Они развелись в 1956 году. Второй раз она вышла замуж за Питера Эванса в 1990 году, пара прожила вместе вплоть до смерти Питера. Впоследствии она выучила португальский и каждый год какое-то время жила в Алгарви.

## Смерть
Пегги Эванс скончалась 26 июля 2015 года в возрасте 94 лет в Англии. У неё остались сын и дочь.

## Фильмография
| Год  | Название фильма              | Роль                | Примечания            |
| ---- | ---------------------------- | ------------------- | --------------------- |
| 1934 | Colonel Blood                | Нэнси               |                       |
| 1938 | Lightning Conductor          | девушка в автобусе  | (в титрах не указана) |
| 1940 | Добросердечная тётушка Чарли | девушка             | (в титрах не указана) |
| 1946 | Школа тайной службы          | Дафна Адамс         |                       |
| 1948 | Пенни и дело Поунолла        | Пенни Джастин       |                       |
| 1948 | Love in Waiting              | Глория 'Голли' Рейн |                       |
| 1948 | Look Before You Love         | машинистка          |                       |
| 1948 | Синяя Лампа                  | Диана Льюис         |                       |
| 1951 | Зовя Бульдога Драммонда      | Молли               |                       |
| 1953 | Murder at 3am                | Джоан Лоутон        | (заключительная роль) |